# Lena Magnone
Lena Irena Magnone z d. Piątkowska (ur. 22 lutego 1980) – polsko-francuska literaturoznawczyni, doktor habilitowana nauk humanistycznych, wykładowczyni Wydziału Polonistyki Uniwersytetu Warszawskiego (2007–2020).

## Życiorys
W okresie szkolnym stypendystka Krajowego Funduszu na rzecz Dzieci. Absolwentka Wydziału Polonistyki (magister, 2002), Instytutu Stosowanych Nauk Społecznych (magister, 2004) oraz studiów podyplomowych na Wydziale Lingwistyki Stosowanej Uniwersytetu Warszawskiego (2008). 
W 2007 doktoryzowała się w zakresie literaturoznawstwa na podstawie pracy Lustra i symptomy. Próba monografii Marii Konopnickiej (promotorka: Ewa Paczoska). W 2017 habilitowała się na podstawie rozprawy Emisariusze Freuda. Transfer kulturowy psychoanalizy do polskich sfer inteligenckich przed drugą wojną światową. Od 2007 do 2020 pracowała jako adiunktka w Zakładzie Literatury i Kultury Drugiej Połowy XIX Wieku Wydziału Polonistyki UW. Studiowała na Uniwersytecie Nowojorskim jako stypendystka Programu Fulbrighta (2019/2020). Od 2021 profesorka wizytująca na Uniwersytecie w Oldenburgu. 
Stypendystka Fundacji Tygodnika „Polityka”, sekretarz redakcji „Przeglądu Humanistycznego”, członkini Komitetu Głównego Olimpiady Literatury i Języka Polskiego. Kilkukrotnie nagradzana przez rektora UW, Ministra Nauki i Szkolnictwa Wyższego. 

## Wybrane publikacje
Na podstawie pełnej listy publikacji:
- Emisariusze Freuda. Transfer kulturowy psychoanalizy do polskich sfer inteligenckich przed drugą wojną światową, Universitas, Kraków 2016 (seria „Horyzonty Nowoczesności”)
- Maria Konopnicka. Lustra i symptomy, słowo/obraz terytoria, Gdańsk 2011 (seria „Portrety kobiet”)